# 大胡町 (前橋市)
大胡町（おおごまち）は、群馬県前橋市の地名。旧勢多郡大胡町大字大胡にあたる地名である。郵便番号は371-0223。面積は0.6561km2(2017年現在)。

## 地理
赤城山南麓に位置している。

### 河川
- 荒砥川

## 歴史
南北朝時代頃からある地名である。江戸時代に入ると、宮関村という名前となり、はじめは大胡藩領だったが、元和4年に前橋藩領、明和5年に幕府領、天明5年に前橋藩領となる。
山ノ上碑に見える「大児臣」が大胡に比定されている。
南北朝時代の長楽寺文書に「大胡郷」、戦国時代の彦部文書に「大胡庄」との記載があるが、大胡郷・大胡庄の中に野中村、神塚村、三俣村、上泉・堰口（石関？）村、宇坪井村、長安（長磯？）村、小屋原村、今井村、大嶋村、片貝村、小嶋田村を含んでおり、現在の大胡町あるいは旧勢多郡大胡町よりもかなり広い範囲に及んでいたとみられる。
大胡城は宮関村の北、河原浜村（現河原浜町）に築かれ、その城下町が同村内に形成されていた。前橋藩領となっても、酒井氏の時代には大胡城下を置き、武家地なども維持されていたが、松平氏の代になると、城代を廃し、武家屋敷も取り去った。しかし、糸市が立ち、宿の機能も果たしていたため在郷町として発展した。

### 年表
- 1834年（天保5年）- 江戸時代の正式な名前の宮関村から大胡町となる。
- 1889年（明治22年）- 町村制が施行され、7ヶ村が合併し、群馬県南勢多郡大胡村大字大胡となる。
- 1896年（明治29年）- 郡統合（東群馬郡と南勢多郡の統合）により勢多郡になり、群馬県勢多郡大胡村大字大胡となる。
- 1899年（明治32年）- 大胡村が町制施行し大胡町が成立し、群馬県勢多郡大胡町大字大胡となる。
- 2004年（平成16年）- 平成の大合併で大胡町は宮城村、粕川村とともに前橋市に合併し、群馬県前橋市大胡町となる。

### 地名
勢多郡に所属していた時は町の名前にもなっている「大胡」だが、前橋市役所大胡支所は近隣の堀越町にある。

## 世帯数と人口
2017年（平成29年）8月31日現在の世帯数と人口は以下の通りである。
| 町丁   | 世帯数  | 人口    |
| ------ | ------- | ------- |
| 大胡町 | 685世帯 | 1,589人 |

## 小・中学校の学区
市立小・中学校に通う場合、学区は以下の通りとなる。
| 番地 | 小学校               | 中学校             |
| ---- | -------------------- | ------------------ |
| 全域 | 前橋市立大胡東小学校 | 前橋市立大胡中学校 |

## 交通

### 鉄道
近隣の茂木町に上毛電気鉄道上毛線大胡駅があるが、町内には鉄道駅がない。

### バス
赤城タクシーが運行を行っているデマンドバス方式のふるさとバスがある。

### 道路
県道は群馬県道3号前橋大間々桐生線、群馬県道74号伊勢崎大胡線、群馬県道333号上神梅大胡線、群馬県道16号大胡赤城線が通過。

## 施設
- 前橋市民文化会館大胡分館「大胡シャンテ」
- 前橋市立図書館大胡分館

## 避難所
当町が避難対象区域となった場合、近隣の堀越町にある前橋市立大胡小学校に避難する。